# ماريا أنزولوفيتش
ماريا أنزولوفيتش (ولدت في 31 أكتوبر 1968 هي لاعبة كرة طائرة كرواتية سابقة. كانت تلعب في المنتخب الوطني الكرواتي لكرة الطائرة للسيدات . 
تنافست مع المنتخب الوطني في الألعاب الأولمبية الصيفية لعام 2000 في سيدني، أستراليا، وحصلت على المركز السابع. 

## روابط خارجية
- ماريا أنزولوفيتش على موقع عالم الكرة الطائرة (الإنجليزية)
- ماريا أنزولوفيتش على موقع أوليمبيديا (الإنجليزية)